# Shelter (Alcest)
Shelter è il quarto album in studio del gruppo musicale francese Alcest, pubblicato il 17 gennaio 2014 dalla Prophecy Productions.

## Tracce
Testi e musiche di Neige.
1. Wings – 1:32
2. Opale – 4:56
3. La nuit marche avec moi – 4:58
4. Voix sereines – 6:44
5. L'Éveil des muses – 6:49
6. Shelter – 5:29
7. Away (feat. Neil Halstead of Mojave 3) – 5:02
8. Délivrance – 10:06

## Formazione
- Neige – voce, chitarra, basso, sintetizzatore
- Winterhalter – batteria

Produzione
- MK – produzione
- Birgir Jón Birgisson – registrazione, missaggio
- Joe Laporta – mastering (tracce 1-8)
- Neb Xort – mastering (traccia 9)
- Andy Julia – fotografia
- William Lacalmontie – fotografia